# Simbaci VIII Bagratuní
Simbaci VIII Bagratuní (en armeni Սմբատ Ը Բագրատունի) o també Simbaci el Confessor (Սմբատ Խոստովանող) va ser príncep i generalíssim d'Armènia de l'any 826 al 854.
El 826 era ostatge del Califa (des del 806) i havia adoptat el nom àrab d'Abul Abbas (en armeni Ablabàs). El califa li va donar la dignitat de gran sparapet (generalíssim) i el va enviar a Armènia en conèixer la mort del seu pare aquell any 826. A la partició de dominis va rebre els territoris de l'Araxes (Shirak, Archaruniq i altres, amb capital a Bagaran. El seu germà Bagrat o Bagarat va rebre Taron, Khoith i Sassun, l'alta vall de l'Eufrates occidental. L'any 830 els àrabs van donar també el títol de príncep al seu germà per contrarestar el seu poder.
Simbaci va ser lleial als ostikans governadors d'Armènia. El 853 va anar a fer acta de fidelitat al general Bogha el vell a Dvin. El seu fill Asoci (el futur Asoci I el Gran) era assessor de Bogha pels afers militars. Bogha preparava una expedició contra l'emir d'Arzen, que tot i que el 850 havia obeït l'ordre de recaptar els impostos i tributs endarrerits del príncep Bagràtida de Taron, després el va ajudar (851-852). I també una alrta expedició contra l'emir de Tbilisi, Ishak. L'emir d'Arzen va ser fet presoner i enviat a Samarra i Ishak, que feia 20 anys que governava (833-853) va morir crucificat i decapitat i la ciutat incendiada, amb l'ajut del curopalata de Klardjètia Bagrat.
L'any 854 va participar en la campanya de Bogha contra el príncep armeni d'Artaskh a l'Aghuània que va acabar amb la concessió de l'aman (perdó) per part del príncep, per ordre directa del Califa. El mateix any va morir el patriarca Joan IV i Simbaci va fer elegir, l'any següent a Zakaria I de Tsak.
Poc després Bogha el va cridar i li va dir que anés a Samarra on el Califa el faria príncep d'Armènia. Tanmateix, quan va arribar el Califa el va fer empresonar amb altres persones. Se li va oferir la llibertat a canvi de convertir-se a l'islam però s'hi va negar i va seguir presoner fins a la seva mort que devia ser entre l'any 862 i el 867. Per aquests darrers anys se li va donar el nom de Simbaci el Confessor.
El seu fill, Asoci que va restar a Bagaran, va ser després conegut com a Asoci I el Gran.